# Zakłady Mięsne Silesia
Zakłady Mięsne Silesia S.A. (Cedrob Foods S.A.) – polskie przedsiębiorstwo branży mięsnej z siedzibą w Sosnowcu. W 2017 r. Zakłady Mięsne Silesia S.A. stały się częścią Grupy Cedrob, a od 2024 r. działają pod zmienioną nazwą Cedrob Foods S.A..
Zakłady Mięsne Silesia S.A., podobnie jak pozostałe spółki będące częścią Grupy Cedrob, to firmy z całkowicie polskim kapitałem. Prezesem zarządu Zakładów Mięsnych Silesia S.A. jest Krzysztof Pniewski, a Przewodniczącym Rady Nadzorczej Andrzej Goździkowski. Firma prowadzi produkcję w pięciu zakładach: Sosnowcu, Mokrsku, Goczałkowicach-Zdroju, Pszczynie oraz Ćwiklicach.

## Historia
Początki działalności przedsiębiorstwa sięgają 1990 r., kiedy to zakłady mięsne w Sosnowcu rozpoczęły produkcję wędlin pod marką DUDA. Dziewięć lat później, w 1999 r. firma postanowiła zainwestować w budowę nowego zakładu produkcyjnego w Sosnowcu, gdzie w 2000 r. przeniesiono całą produkcję. W 2010 r. firmę przekształcono w spółkę akcyjną. Z nazwy spółki zniknęło słowo DUDA, które od tego czasu stało się wyłącznie znakiem handlowym. W tym samym roku na rynek trafiła karma dla zwierząt pod marką Argos. W 2012 r. powołano do życia spółkę Silesia Logistic, zajmującą się transportem i logistyką. Tego samego roku firma przejęła sieć sklepów mięsnych Kogucik od firmy Samba Sp. z o.o. działającej na rynku małopolskim. W kolejnym roku kontynuowano rozwój sieci dystrybucyjnej. W 2013 r. rozpoczęto budowę sieci sklepów spożywczych w spółce Meat Market. W 2017 r. Cedrob S.A. nabył 100% akcji Zakładów Mięsnych Silesia S.A. Od tego momentu spółka wchodzi w skład Grupy Cedrob, do której należą również m.in. spółki: Cedrob S.A. – producent mięsa drobiowego, oraz Gobarto S.A. – producent trzody chlewnej. W kolejnym roku do Zakładu w Sosnowcu przeniesiono produkcję z Ciechanowa i Ciechanowca, wykorzystując moce przerobowe sosnowieckiego zakładu produkcyjnego. Od tego momentu wszystkie produkty przetworzone marek Grupy Cedrob powstają w Zakładach Mięsnych Silesia S.A.
Od 2019 r. w strukturach Zakładów Mięsnych Silesia S.A. znajdują się dzierżawione od Zakładów Mięsnych Henryk Kania zakłady w Goczałkowicach Zdroju, Pszczynie, Mokrsku i Ćwiklicach. W tym samym roku wprowadzono także linię wędlin Z Kurnej Półki pod marką Cedrob. W 2020 r. Cedrob S.A sfinalizował zakup Zakładów Mięsnych Henryk Kania. Zorganizowana część przedsiębiorstwa obejmuje zakłady przetwórstwa mięsa w Goczałkowicach-Zdroju, Pszczynie i Ćwiklicach oraz prawa leasingu operacyjnego zakładu rozbioru i przetwórstwa w Mokrsku.
15 kwietnia 2024 r. Zakłady Mięsne Silesia S.A. zmieniły nazwę na Cedrob Foods S.A.. 9 maja 2024 podczas Europejskiego Kongresu Gospodarczego w Katowicach, spółka Cedrob Foods została wyróżniona tytułem „Pracodawca roku 2023”.

## Działalność
Przedsiębiorstwo zatrudnia ponad 1600 osób wytwarzając ponad 250 różnego rodzaju produktów. Moce rozbiorowe 5 zakładów wynoszą łącznie 40 ton mięsa wieprzowego na godzinę oraz 10 ton wołowiny na godzinę. Moc produkcyjna zakładów to 8 tys. ton wyrobów miesięcznie.
Zakłady Mięsne Silesia S.A. specjalizują się w produkcji przetworów mięsnych, a także w rozbiórce mięsa wieprzowego i drobiowego. W zakładach w Sosnowcu produkowane są wędliny pod markami CEDROB, CEDROB z Kurnej Półki oraz DUDA i DUDA Nasze Polskie. W portfolio produktowym firma posiada wędliny kanapkowe, wędliny suche, kiełbasy, pasztety i pasztetowe oraz dania gotowe pod marką Czas na… Spółka prowadzi również produkcję karmy dla zwierząt pod marką Argos, która wytwarzana jest w ramach spółki Silesia Pet Food.

### Główne obszary działalności spółki
- Produkcja przetworów mięsnych
- Rozbiórka mięsa wieprzowego i drobiowego
- Produkcja wędlin pod markami: Cedrob i Duda (m.in. wędliny kanapkowe, wędliny suche, kiełbasy, pasztety)
- Produkcja dań gotowych pod marką Gotowe z pólki
- Produkcja karmy dla zwierząt pod marką PetFoods
- Własna sieć sklepów mięsnych i spożywczych[7]

### Asortyment
- Konfekcjonowane i mielone mięso drobiowe oraz wieprzowe
- Dania gotowe pod marką Gotowe z Półki, znajdują się wyroby panierowane, smażone, pieczone oraz wolno gotowane metodą sous-vide
- Pasztety, pasztetowe, salcesony i kaszanki
- Parówki
- Szynki, polędwice, schaby, balerony oraz boczki (wędliny wieprzowe produkowane są pod marką DUDA, a drobiowe pod marką CEDROB)
- Produkty wędzone
- Flaki krojone oraz flaki w rosole
- Kiełbasy suche oraz tradycyjne
- Kabanosy w 6 smakach, dostępne są one pod marką Nasze Polskie[8]

### Zakłady produkcyjne
W ramach Zakładów Mięsnych Silesia S.A. funkcjonuje 5 zakładów. Każdy z nich ma swoją specjalizację, ale jednocześnie istnieje możliwość przejęcia produkcji od innego oddziału, w razie zaistnienia takiej potrzeby.
Zakład w Sosnowcu, największy z nich, specjalizuje się w produkcji wędzonek, kiełbas cienkich, wyrobów blokowych, parówek, pasztetowych i produktów panierowanych. Specjalnością zakładu w Ćwiklicach są parówki i wyroby plastrowane. Z kolei zakład w Morsku wyspecjalizował się w produkcji konfekcjonowanego mięsa mielonego i krojonego, a zakład w Pszczynie w produkcji wyrobów blokowych do plastrowania oraz kiełbas cienkich. Z kolei specjalnością Goczałkowic jest produkcja wędzonek i Kabanosów z linii Nasze Polskie.